# Phố Nguyễn Khuyến, Hà Nội
Phố Nguyễn Khuyến (tên thời Pháp thuộc: Route de Sinh Từ) là một tuyến phố cổ thuộc phường Văn Miếu, quận Đống Đa, thành phố Hà Nội, Việt Nam. Theo Nguyễn Vinh Phúc và Trần Huy Bá trong cuốn "Đường phố Hà Nội", phố Nguyễn Khuyến dài 532 m, đi từ đường Lê Duẩn (phố Hàng Lọng) đến phố Văn Miếu (phố Hàng Cơm).

## Lịch sử

### Tên phố
Xưa kia, địa bàn của phố Nguyễn Khuyến thuộc thôn Văn Mặc và Thanh Ngô (tổng Hữu Nghiêm, huyện Thọ Xương) của Hà Nội. Tới giữa thế kỉ 19, thôn Văn Mặc được đổi thành thôn Văn Tân, còn tổng Hữu Nghiêm cũng đã đổi ra là thôn An Hòa.
Sau khi chiếm được Hà Nội, thực dân Pháp thành lập Uỷ ban thành phố, quyết tâm biến Hà Nội thành một thành phố châu Âu. Việc đầu tiên mà họ làm làm quy hoạch chi tiết địa giới Hà Nội. Ngày 14/9/1888, quyền Tổng trú sứ Parreau đã ban hành nghị định về phân định ranh giới Hà Nội, theo đó, một trong những đường ranh giới chính là đường Phủ Thanh Oai, tức là phố Văn Miếu, Quốc Tử Giám, một phần phố Tôn Đức Thắng và khu phố Sinh Từ.
Thời Pháp thuộc, phố có tên là đường Sinh Từ (route de Sinh-tu) do ở trong phố Lý Thường Kiệt (mà dân gian quen gọi là ngõ Hàng Đũa, nay là phố Ngô Sĩ Liên) có sinh từ (xây năm 1883) của viên Tổng đốc Hà Nội Nguyễn Hữu Độ. Cái tên Sinh Từ cũng ra đời vào thời điểm đó. Nó được chính thức đặt cho phố từ năm 1888, khiến cho đường Sinh Từ trở thành một trong những đường phố được chính thức đặt tên đầu tiên của Hà Nội. Trong nghị định số 32 vào tháng 4 năm 1890, chính quyền thực dân đã ấn định rõ chiều dài của đường Sinh Từ là 540m, chiều rộng là 8m. Chiều rộng của vỉa hè mỗi bên là 3m. Như vậy, tổng chiều rộng là của đường là 14m.
Các bản đồ Hà Nội vào cuối thế kỉ 19 và đầu thế kỉ 20 cho thấy phố Sinh Từ đã được hình thành như hiện nay. Thêm vào đó, trên một số bưu ảnh của Pháp hồi đầu thế kỉ 20 có chụp hình ảnh cổng chính của Văn Miếu kèm theo chú thích "đường Sinh Từ" (route de Sinh Tu). Như vậy, có thể hình dung rằng phố Sinh Từ (hay đường Sinh Từ) vào cuối thế kỉ 19 và đầu thế kỉ 20 là dùng để chỉ một không gian rộng hơn, không chỉ bao gồm phố Nguyễn Khuyến mà còn cả phố Quốc Tử Giám và phố Văn Miếu ngày nay. Sau khi các phố này được quy hoạch và xây dựng hoàn thiện hơn vào thập niên 1920 thì chúng mới được đặt theo các tên mới riêng biệt: Phố Quốc Tử Giám là đường 238 (voie 238), phố Văn Miếu là phố Cao Đắc Minh, phố Ngô Tất Tố là ngõ 251 (sau Cách mạng là ngõ Trạng Bùng, thời tạm chiếm được đổi thành ngõ 226). Còn đường Sinh Từ là phố Nguyễn Khuyến hiện nay.
Theo nghị định của Toàn quyền Đông Dương ngày 11 tháng 2 năm 1927, đường Sinh Từ nằm trong tiểu khu Sinh Từ (quartier de Sinh-tu), dài 470m, có chiều rộng mặt đường là 10m. Chiều rộng của vỉa hè mỗi bên là 5m. Như vậy, tổng chiều rộng là của đường là 20m. 
Sau khi cách mạng tháng Tám thành công, tên Sinh Từ bị xóa bỏ. Theo tờ trình về việc đặt tên phố do Chủ tịch Ủy ban nhân dân Thành phố Trần Duy Hưng ký ngày 1 tháng 12 năm 1945, phố Sinh Từ được đổi thành phố Bùi Huy Bích.

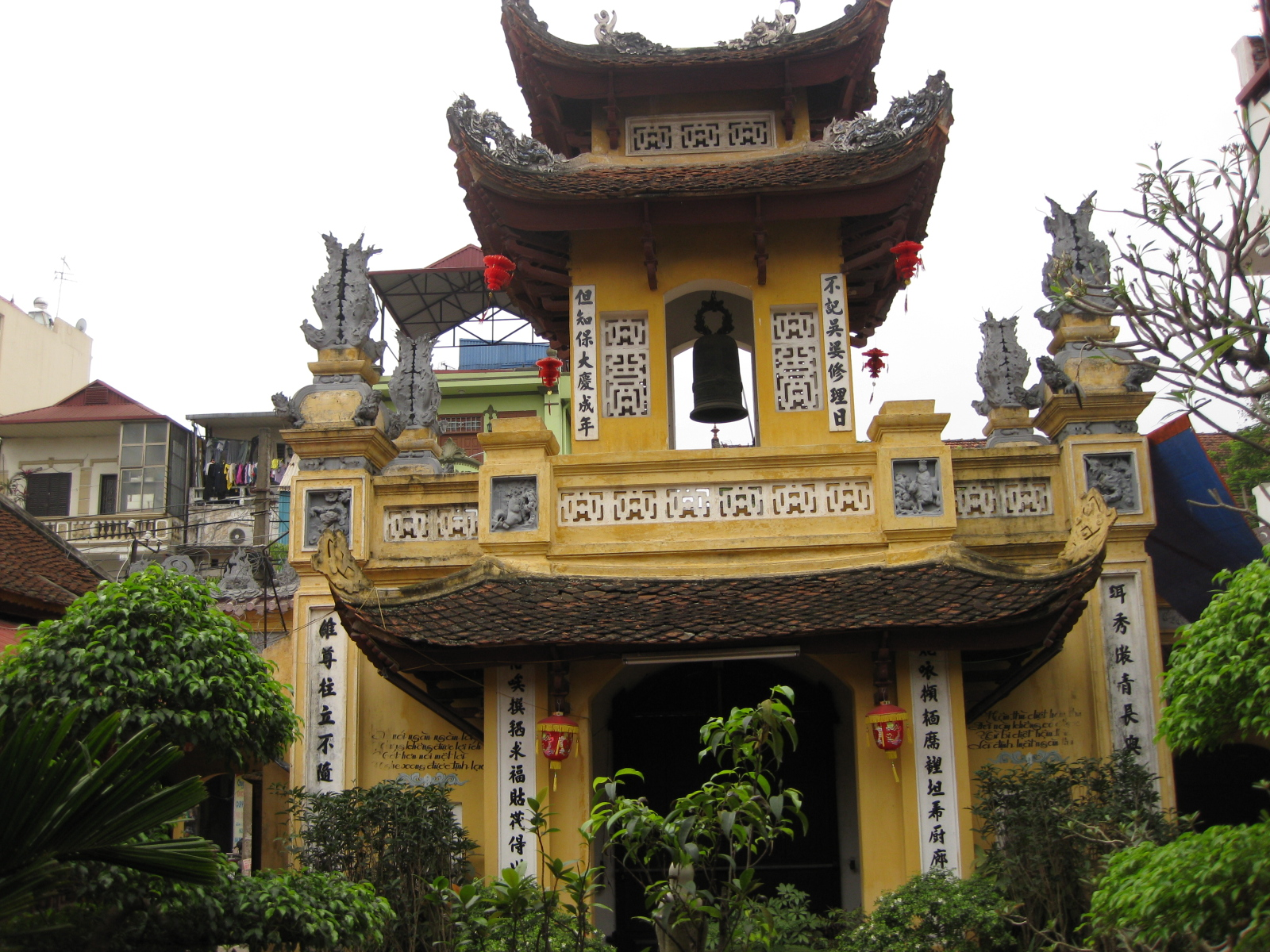
Chùa Bà Ngô tại số 128 phố Nguyễn Khuyến

Trong thời tạm chiếm, cái tên Sinh Từ được dùng trở lại kể từ năm 1949 và được chính thức phê chuẩn năm 1951 theo nghị định của Thị trưởng Thẩm Hoàng Tín. Tên phố Nguyễn Khuyến như hiện nay được chính quyền Hà Nội đặt vào tháng 6 năm 1964.

### Sự kiện
Ngày 11 tháng 10 năm 1930, tại phố Sinh Từ đã có một cuộc diễn thuyết lớn do Đội tuyên truyền của Thành ủy Hà Nội tổ chức. Vào lúc 11 giờ, khi công nhân tan tầm và học sinh tan học, Đội đã giương cao ngọn cờ búa liềm để thu hút mọi người sau đó kêu gọi nhân dân Hà Nội đẩy mạnh phong trào đấu tranh để phối hợp với Xô Viết - Nghệ Tĩnh. Các đội viên làm nhiệm vụ bảo vệ tung ra những tờ truyền đơn in đậm dòng khẩu hiệu: "Không được đụng đến công - nông Nghệ Tĩnh". Thực dân Pháp đã phải cho lính đến đàn áp.
Ngày 21 tháng 6 năm 1939, đến lượt công nhân nhà máy in Minh Sang, một trong những cơ sở in đầu tiên xuất hiện tại Hà Nội, do người Hoa làm chủ, ở số nhà 101A (nay là công ty in Khoa học kĩ thuật) tổ chức đình công với yêu sách đòi tăng lương. Chủ cơ sở in sau đó đã phải nhượng bộ.
Năm 1946, trong đêm giao thừa độc lập đầu tiên của nhà nước Việt Nam Dân chủ Cộng hòa, chủ tịch Hồ Chí Minh đã đến phố Sinh Từ và ngõ Hàng Đũa (nay là phố Ngô Sĩ Liên) để chúc Tết một số gia đình lao động nghèo của Thủ đô.

## Đặc trưng

### Danh thắng và di tích
Các di tích lịch sử - văn hoá trên phố này gồm: chùa Bà Ngô (tên chữ là Ngọc Hồ tự, được xây dựng khoảng năm 1127 – 1128 đời vua Lý Nhân Tông) tại số 128 , chùa Bà Nành (tên chữ là Tiên Phúc tự) tại số 154, đình thôn Văn Tân tại số nhà 82, trụ sở bí mật của Quận ủy nội thành trong thời tạm chiếm (1947 - 1954) (nhà số 123)...
Đình Văn Tân (hay còn gọi là đền Văn Tân) từng là một trong những nơi thờ Thánh Mẫu Liễu Hạnh được nhiều người biết đến trên địa bàn Hà Nội cùng với đền Bích Câu, chùa Ngọc Hồ (chùa bà Ngô) và đền Sùng Sơn vọng từ. Đình có 3 đạo sắc phong qua các triều vua. Ngày tế lễ của đình là 12 tháng 8 hàng năm. Hiện nay, di tích này đã không còn trên thực địa. Vị trí của số nhà 82 hiện tại được sử dụng làm Trạm Y tế phường Văn Miếu sau đó làm trụ sở của Trung tâm Y tế quận Đống Đa.
Chùa Quang Minh (Quang Minh tự) được xây dựng vào cuối đời Hậu Lê. Thời thời Pháp thuộc nằm trên phố Sinh Từ. Theo tư liệu trên 3 tấm bia "Tao tự bi kí", "Kỷ niệm bi kí" và "Hậu Phật bi kí", đến năm 1908 (năm Duy Tần thứ 2), nhận thấy chùa cũ ở đất chật khó có thể làm nơi mới quy mô "khai quang nhật nguyệt" nên nhà sư trụ trì đã chuyển chùa đến chỗ hiện nay tại số 8 phố Y Miếu. Cũng như những ngôi chùa khác, chùa Quang Minh thờ các chư vị Phật, song cạnh đó còn có điện thờ Mẫu.

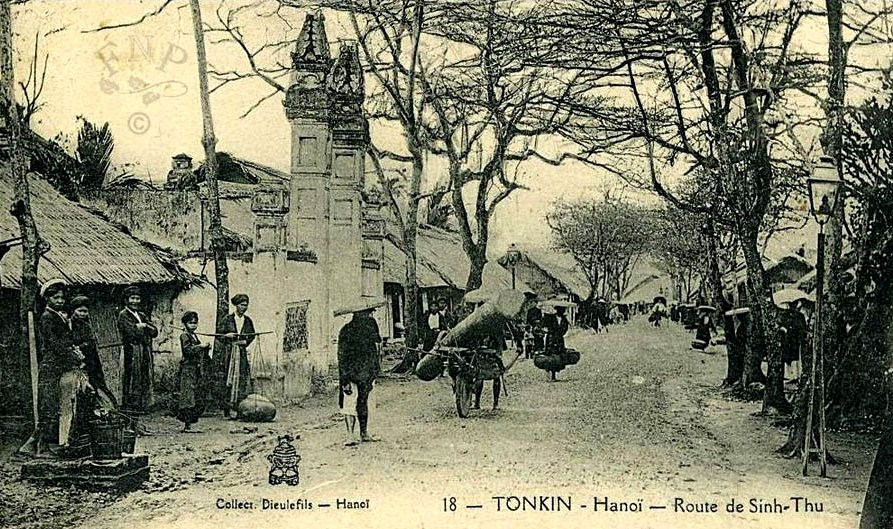
phố Sinh Từ và chùa Bà Ngô (ảnh chụp năm 1890)

Cho đến cuối thế kỉ 19, tại phố Sinh Từ, còn có một di tích khác, đó là Đền Trung Liệt. Đền này nằm trên phần đất của thôn Văn Tân. Đền Trung Liệt được lập nên đầu tiên để thờ Lê Lai, người có công hiến thân mình cứu Lê Lợi thoát chết. Đồng thời, đền cũng thờ cả Quan Công, Quan Bình cùng Chu Thương. Sau đó, đền còn thờ thêm Nguyễn Tri Phương – tướng giữ thành Hà Nội, năm 1872, bị giặc Pháp bắt và dụ dỗ đầu hàng nhưng ông đã nhịn ăn để chết theo thành và Hoàng Diệu – Tổng đốc Hà Nội, năm 1882 khi thành Hà Nội thất thủ vào tay giặc Pháp, đã thắt cổ tự vẫn. Đền còn thờ cả Trương Đăng Quế và Đoàn Thọ Lang, hai vị quan có công với triều Nguyễn. Khi lập ấp Thái Hà, Bắc Kỳ Kinh Lược Sứ Hoàng Cao Khải mới cho dời đền về Gò Đống Đa.
Ngoài ra, theo các tài liệu của Pháp thì tại phố Nguyễn Khuyến xưa còn có đình Hữu Biên, đền Phúc Trương, đền Văn Xương, đình Đình Tân. Tuy nhiên, những danh thắng này hiện tại cũng đã không còn.

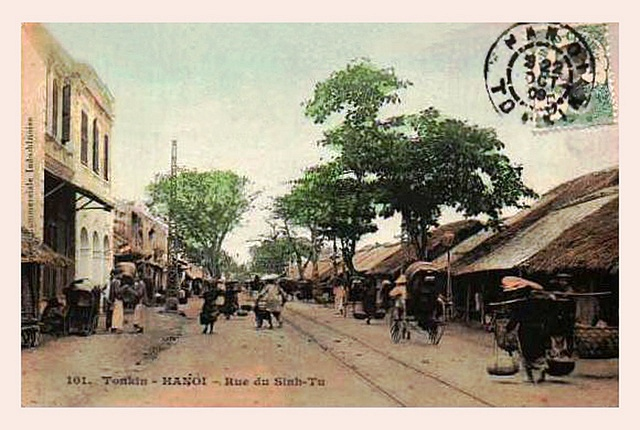
Đường tàu điện trên phố Sinh Từ (năm 1909)

### Trường Tiểu học và trường THCS Lý Thường Kiệt
Nằm trên phố Nguyễn Khuyến, trường Trung học cơ sở Lý Thường Kiệt và trường Tiểu học Lý Thường Kiệt là một trong những ngôi trường lâu đời nhất tại Hà Nội. Ngay từ đầu thế kỉ XX, chính quyền bảo hộ đã có ý định quy hoạch khu Sinh Từ thành một cụm trường học. Theo Nghị định số 821 ngày 26/5/1910, quyền Thống sứ Bắc Kỳ đồng ý cho phép nhượng lại cho Công sản cấp xử khu đất số 144 khu K có diện tích 904m2 để phục vụ Sở học chính. Tiếp đó, đến ngày 5/8/1915, quyền Thống sứ Bắc Kỳ lại ra nghị định số 1473 cho phép Công sản Hà Nội chuyển nhượng cho Công sản cấp xứ thửa đất số 145, khu X có diện tích 2000m2 để xây trường. Công việc xây dựng một ngôi trường với 600 học sinh được tiến hành ngay sau đó với người trúng thầu là ông Vernet cùng kinh phí là 68.300 đồng. Riêng phần quét vôi, làm cửa kính và khu vệ sinh do ông Phạm Văn Mẫn trúng thầu với số tiền là 2600 đồng.
Ngôi trường này được hoàn thành và thành lập năm 1916 với tên gọi trường Tiểu học Pièrre Pasquier, được đặt theo tên của Toàn quyền Đông Dương Pierre Marie Antoine Pasquier. Nhưng người Hà Nội vẫn quen gọi là trường Sinh Từ. Ban đầu, trường chỉ có một dãy phòng học hai tầng xây dựng theo kiến trúc Pháp với cầu thang bằng gỗ lim và rất nhiều cây xà cừ cổ thụ trong sân. Khi mới thành lập, trường chỉ dành cho nam sinh học. Hiệu trưởng thời kì đầu tiên này là ông Balicourt (ông này là hiệu trưởng cả một nhóm trường cho nam sinh ở phía Nam Hà Nội). Sau khi tiếp quản thủ đô, trường được đổi tên thành trường cấp 1-2 Lý Thường Kiệt vào năm 1959. Đến năm 1994, hai trường cấp 1 và cấp 2 được chia tách riêng, trở thành trường Tiểu học Lý Thường Kiệt và trường Trung học cơ sở Lý Thường Kiệt.

### Ngõ
Vào thời Pháp thuộc, trên phố Nguyễn Khuyến có ba ngõ được đặt tên là ngõ Yên Sơn, ngõ Nam Hoa (còn gọi là ngõ Xưởng Đúc) và ngõ Văn Tân (cité Van Tan). Ngoài ra, phố Ngô Sĩ Liên ngay nay cũng được gọi là ngõ Sinh Từ. Năm 1945, ngõ Văn Tân thông sang phố Nguyễn Thái Học được đổi thành ngõ Nguyễn Công Trứ. Đến thời tạm chiếm (1947-1954), theo nghị định ngày 28/2/1951 của Thị trưởng Hà Nội Thẩm Hoàng Tín, ngõ Văn Tân được đổi thành ngõ Yên Thế và giữ tên đó đến hiện nay. Cũng theo nghị định năm 1951 này, ngõ Yên Sơn được đổi thành ngõ 222 và đến năm 1994, được đổi thành ngõ 115 để phù hợp với số nhà liền kề. Ngõ Nam Hoa được gọi là ngõ 221 và vẫn giữ tên ngõ 221 cho đến hiện nay mặc dù số nhà liền kề không phải là 221.

### Ngành nghề kinh doanh
Phố Nguyễn Khuyến có một số nghề buôn bán truyền thống như dao kéo, vôi sơn...
Dao kéo Sinh Từ là một thương hiệu quen thuộc với người dân Hà thành. Nghề dao kéo Sinh Từ có xuất xứ từ làng Canh, thuộc Phủ Hoài Đức, nay là một làng của xã Xuân Phương, huyện Từ Liêm, Hà Nội. Những người thợ đầu tiên đã đến đây lập nghiệp từ cuối thế kỉ 19 và hình thành nên một phố nghề dao kéo. Từ những năm 1940, sản phẩm dao kéo của phố Sinh Từ đã được xuất khẩu sang các nước láng giềng như Lào, Campuchia và Thái Lan. Giữa thập niên 1990, tại phố này vẫn còn một số lò rèn dao kéo hoat động. Hiện nay, phố Nguyễn Khuyến còn khoảng 17 cửa hàng bán dao kéo.

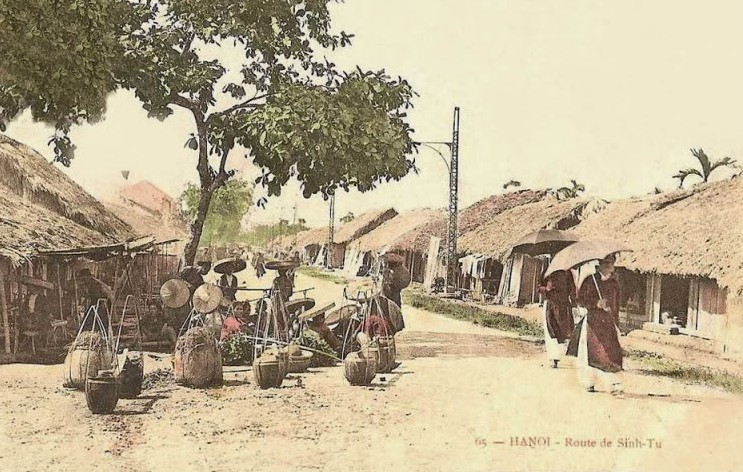
Phố Sinh Từ (thời Pháp thuộc)

### Giao thông
Trước đây, khi thực dân Pháp làm đường tàu điện Bờ Hồ - Thái Hà Ấp (1899) thì ở phố Nguyễn Khuyến có đường tàu điện chạy dọc phố, ra trước cổng Văn Miếu rồi rẽ vào Hàng Bột (nay là phố Tôn Đức Thắng). Đến năm 1910, khi đường Hàng Đẫy được mở rộng, Sở xe điện đã bóc đoạn qua phố Sinh Từ chuyển sang phố Hàng Đẫy.
Hiện tại, đây là tuyến phố một chiều. Các tuyến xe buýt nội thị đi qua gồm số 23 và 38, phố có chạy qua một đoạn đường sắt Hà Nội - các tỉnh phía bắc. Là một tuyến phố có địa hình trũng nên phố Nguyễn Khuyến là một điểm úng ngập thường xuyên của thủ đô Hà Nội, đặc biệt là đoạn giữa phố, nơi có trường Tiểu học và Trung học cơ sở Lý Thường Kiệt.

## Trong văn học nghệ thuật

### Phố của những câu chuyện tình lãng mạn
Phố Nguyễn Khuyến, với tên gọi Sinh Từ, đã xuất hiện trong một số các tác phẩm văn học nghệ thuật. Phố Nguyễn Khuyến là bối cảnh cho câu chuyện Tú Uyên gặp Giáng Kiều trong truyện thơ Bích Câu kỳ ngộ. Chàng học trò nghèo Trần Tú Uyên một hôm đi xem hội làm chay ở chùa Ngọc-Hồ ở cuối phố Sinh Từ:
Ngọc Hồ có đám chay tăng,
Nức nô cảnh Phật, tưng bừng hội xuân.
Dập dìu tài tử giai nhân,
Ngổn ngang mã tích xa trần thiếu ai.
Chiều đến, sắp về, Tú Uyên nhặt được một chiếc "lá hồng" có đề một câu thơ. Chàng định họa lại thì thấy một thiếu nữ tuyệt đẹp trước cửa tam quan, liền đi theo, nhưng đình Quảng Văn thì thiếu nữ bỗng biến mất.
Cũng tại chùa Ngọc Hồ này, vua Lê Thánh Tông, trong một lần du ngoạn, đã bắt gặp và xướng họa thơ ca với một nàng tiên. Vua rất phục tài năng của nàng và mời nàng về cung. Nhưng đến cửa Đại Hưng thì nàng biến mất. Vua cho là tiên giáng trần, dựng lầu Vọng Tiên ở đó để tưởng nhớ. (xem thêm bài: chùa Bà Ngô)

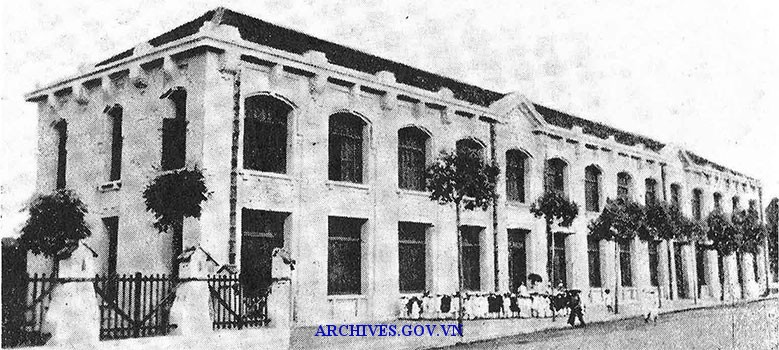
Trường Pierre Pasquier thời Pháp thuộc, nay là trường Tiểu học Lý Thường Kiệt và trường Trung học cơ sở Lý Thường Kiệt

Theo Nguyễn Vỹ, phố Sinh Từ còn là nơi chứng kiến mối tình lãng mạn giữa Thâm Tâm và T.T.Kh, tác giả của bài thơ nổi tiếng "Hai sắc hoa ti-gôn". Trong "Văn thi sĩ tiền chiến", Nguyễn Vỹ cho rằng T.T.Kh tên thật là Trần Thị Khánh, học ở trường Sinh Từ (tên chính thức lúc đó là trường Pierre Pasquier, nay là trường TH và THCS Lý Thường Kiệt) và nhà cũng ở phố Sinh Từ.
| “                                  | Cô nữ sinh Trần Thị Khánh là một thiếu nữ đẹp. Tuấn Trình có một người cô, nhà ở phố Chợ Cửa Nam, gần Sinh Từ. Anh thường đến đây thăm cô và trông thấy cô Khánh đi chợ mỗi buổi sáng [...] Ở phố Sinh Từ, antigone mọc rất nhiều, như trước sân nhà ông Nguyễn Văn Vĩnh và Nguyễn Nhược Pháp. | ” |
| — Nguyễn Vỹ, Văn thi sĩ tiền chiến | |   |

### Hình ảnh phố Sinh Từ trong văn học
Hình ảnh phố Sinh Từ đã xuất hiện trong một số tác phẩm văn học của nhiều tác gia từ cận đại đến đương đại như Nguyễn Khuyến, Thạch Lam, Trần Dần, Hồ Hữu Tường, Anh Đức, Hoàng Anh Tuấn v.v... 
Điều thú vị là lúc sinh thời, nhà thơ Nguyễn Khuyến cũng đã từng đi qua con phố này và cảm tác viết bài thơ "Quá quận công Nguyễn Hữu Độ Sinh Từ hữu cảm" (Cảm nghĩ lúc qua Sinh Từ quận công Nguyễn Hữu Độ) bằng chữ Hán như sau:
| Lâu đài thử địa hà nguy nguy, Đệ nhất quận công chi sinh từ. Công tại tứ thì tập quan đới, Đắc dự giả hỉ bất dự bi. Công khứ quan đới bất phục tập, Hương hoả tịch tịch hoà ly ly. Đãn kiến đệ nhị vô danh công, Triêu tịch huề trượng lai vu tư. Trần gian hưng phế đẳng nhàn sự, Bất tri cửu tuyền thuỳ dữ quy. |  | Dịch thơ: | Đền miếu thờ ai lộng lẫy thay! Thờ ông "thứ nhất quận công" đây. Ông còn, mũ áo hàng năm họp, Không được dự buồn, được dự may. Ông mất, mũ áo không họp nữa, Lửa hương lạnh ngắt, lúa mọc đầy. Có ông "thứ nhì không tên" đến Sớm hôm chống gậy vào chốn này. Trên đời suy thịnh thường như vậy, Biết nay chín suối ông theo ai? |

Nhà văn Thạch Lam từng nhắc đến phố Sinh Từ trong tác phẩm "Hà Nội băm sáu phố phường":
| “                                      | Sao bằng mát ruột và lạnh hơn lúc đương nực, ăn một xu chè đậu đen của cô hàng đòn gánh cong ở sau phố Sinh Từ? Trong buổi đêm mùa hạ, khi các hè phố ngổn ngang những người nằm ngồi hóng mát, từ viên công chức cho đến bác thợ thuyền, thì các cô qua lại luôn luôn bật ra cái tiếng rao: "Ai cháo đậu xanh, chè đậu đen ra", lanh lảnh và kéo dài như một luồng gió mát. | ” |
| — Thạch Lam, Hà Nội băm sáu phố phường | |   |

Trong bài thơ nổi tiếng "Nhất định thắng", một thi phẩm được xem là mở đầu cho phong trào Nhân văn Giai phẩm đăng trên "Giai phẩm mùa xuân" năm 1956, Trần Dần viết: 
| “                                  | Tôi ở phố Sinh Từ Hai người Một gian nhà chật Rất yêu nhau sao cuộc sống không vui? ... Tôi ở phố Sinh Từ Những ngày ấy bao nhiêu thương xót. Tôi bước đi không thấy phố không thấy nhà Chỉ thấy mưa sa trên màu cờ đỏ | ” |
| — Trần Dần, Nhất định thắng (1955) | |   |

Trong tùy bút "Phố Sinh Từ" xuất bản năm 1968, nhà văn Hồ Hữu Tường viết: 
| “                                     | Mỗi ngày hai lượt, tôi đi độ dăm mươi thước theo phố Sinh Từ, mà đến nhà họa sĩ Hoàng Tích Chù để ăn cơm. Thế là mỗi ngày bốn lượt tôi đếm bước trên con đường mà Tú Uyên gặp Giáng Kiều lần đầu. | ” |
| — Hồ Hữu Tường, tùy bút "Phố Sinh Từ" | |   |

Trong bài thơ "Yên lặng ban mai", nhà thơ Hoàng Anh Tuấn viết:
| “                                  | Tôi kiếm hồn tôi xưa. Hà Nội Thuở còn trong vắt gió vào Thu Thoảng nghe ngọt tiếng cô hàng cốm Chênh vênh đâu cuối phố Sinh Từ | ” |
| — Hoàng Anh Tuấn, Yên lặng ban mai | |   |

Trong một tác phẩm khác, Hoàng Anh Tuấn viết:
| “                                | Ôi Hàng Ngang tội nghiệp mối tình đầu Anh hờn giận mơ Hàng Buồm lãng tử Em Hà Nội dáng Sinh Từ thục nữ Tìm đến anh Hàng Giấy mỏng tương tư | ” |
| — Hoàng Anh Tuấn, Bài thơ Hà Nội | |   |

Ngoài ra, nhà văn Anh Đức cũng từng lấy bối cảnh phố Sinh Từ để viết truyện ngắn "Người góa phụ phố Sinh Từ".

## Trùng tên
Sau khi địa giới hành chính của Hà Nội được mở rộng, địa bàn của thành phố Hà Đông được sáp nhập và trở thành quận Hà Đông của Hà Nội. Hiện tại, trong quận này, cũng có một phố mang tên Nguyễn Khuyến.

## Tuyến xe buýt chạy qua
- Tuyến 38: Hết phố